# Chloridolum borneense
Chloridolum borneense är en skalbaggsart som beskrevs av Aurivillius 1910. Chloridolum borneense ingår i släktet Chloridolum och familjen långhorningar. Inga underarter finns listade i Catalogue of Life.